# میکولا اوسیانیکو-کولیکوفسکی
میکولا اوسیانیکو-کولیکوفسکی (انگلیسی: Mykola Ovsianiko-Kulikovsky; ۱ ژانویهٔ ۱۷۶۸ – ۱ ژانویهٔ ۱۸۴۶) آهنگساز اهل اوکراین بود.